# Jörg Günter Brochnow
Jörg Günter Brochnow (* 29. September 1961 in Halle (Saale); † 30. Mai 2022) war ein deutscher Rechtsanwalt. Er war von 1990 bis 1992 der erste Landesvorsitzende der Jungen Union in Sachsen-Anhalt und gehörte 1990 der letzten frei gewählten Volkskammer als Abgeordneter an.

## Leben
Brochnow besuchte von 1968 bis 1978 eine Polytechnische Oberschule in der Bezirksstadt Halle. Nach der Schule absolvierte er zunächst bis 1980 eine Berufsausbildung zum Bau- und Möbeltischler. Anschließend konnte er nach dem obligatorischen Wehrdienst 1981 an der Ingenieurschule für Maschinenbau in Bautzen ein Studium aufnehmen, welches er 1984 als Diplom-Ingenieur für Maschinenbau abschloss. Während des Studiums wurde Brochnow 1983 Mitglied der CDU in der DDR. Danach fand Brochnow in seiner Heimatstadt Halle eine Anstellung als Probetriebsleiter in einem Betrieb mit großtechnischen Versuchsanlagen. Als es im Rahmen der politischen Wende in der DDR auch in der CDU Wechsel im Führungspersonal gab, wurde Brochnow als Instrukteur für Wirtschaft im CDU-Bezirkssekretariat Halle angestellt. Zudem gehörte er zu den Mitbegründern der 1989 gegründeten Jugendorganisation der CDU in der DDR, der CDJ. In Vorbereitung auf die Volkskammerwahlen am 18. März 1990 engagierte sich Brochnow nach eigener Darstellung als Wahlkampfleiter der CDU im Bezirk Halle. Gleichzeitig kandidierte er auch für das erste frei gewählte DDR-Parlament als CDU-Vertreter auf Listenplatz 17 im Wahlbezirk 7, dem Bezirk Halle. Da die CDU in diesem Wahlbezirk 20 Mandate gewann, zog Brochnow als Abgeordneter in die Volkskammer ein. Nachdem die CJD sich mit der Jungen Union vereinigt hatte, wurde Brochnow 1990 zum ersten Landesvorsitzenden der JU in Sachsen-Anhalt gewählt. In diesem Amt verblieb er bis 1992. Kraft Amtes gehörte er damit auch dem CDU-Landesvorstand von Sachsen-Anhalt an. Als sich abzeichnete, das Brochnow nicht zu den 144 Volkskammerabgeordneten gehören würde, die in den Bundestag übernommen wurden, schrieb er sich an der MLU für ein Jurastudium ein, welches er 1995 beendete. Nach seiner Referendariatszeit im Bereich des OLG Naumburg und dem bestandenen 2. Staatsexamen fand Brochnow 1997 eine Anstellung in der Rechtsabteilung der Kassenärztlichen Vereinigung Sachsen. 1999 wechselte Brochnow in eine Anwaltskanzlei in den Dresdener Vorort Radebeul, in der er bis 2002 tätig war. Anschließend wechselte er zur ETL-Gruppe nach Dresden, einer in 50 Ländern operierenden Unternehmensgruppe in den Bereichen Wirtschaftsprüfung, Steuerberatung sowie Rechts- und Unternehmensberatung. Brochnow selbst hatte sich dabei auf Medizinrecht spezialisiert.
Brochnow wirkte als Prüfer für die Deutsche Studentenförderung der Konrad-Adenauer-Stiftung.